# Typicon monastique byzantin

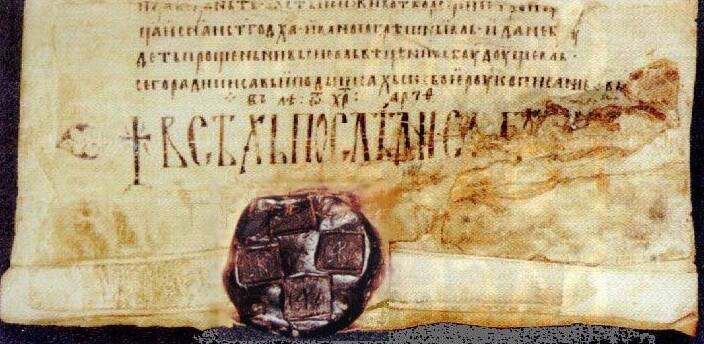
Typicon original serbe avec la signature de saint Sava (v. 1199). Monastère d'Hilandar au Mont-Athos.

Le Typicon monastique byzantin (typica au pluriel) ou typikon en grec signifie règlement, règle ou statut. On appelle typicon (ktètorikon typikon) la Charte de fondation (peut inclure des testaments) des monastères byzantins d’hommes ou de femmes et de leurs dépendances (hospice, hôpital, hôtellerie, léproserie). Inspiré par les premières règles fixées par Pacôme et Basile le Grand, le typicon constitue l’une des plus importantes sources de documentation sur l’histoire du monachisme byzantin et son évolution entre le VIIIe et le XVe siècle. Les typica, quelquefois approuvés par l’empereur, procurent une base juridique aux communautés monastiques assurant ainsi leur protection et confirmant leur autorité légale.
Malgré la spécificité de chacun des typica, Albert Failler note que ces manuscrits précisent toujours les points suivants : dispositions concernant les règles individuelles et communes de la vie quotidienne des moines, les détails des règles à suivre lors des diverses célébrations religieuses, le gouvernement et l’administration du monastère, la dotation de l’établissement et des fondations attenantes.

## Historique du monachisme byzantin

### Origine
Le monachisme voit le jour en Haute-Égypte vers la fin du IIIe siècle et rayonne à partir du IVe siècle dans toute la chrétienté. Ce mouvement recouvre plusieurs définitions et évolue, au fil du temps, dans des contextes historiques, religieux et sociologiques particuliers. Christine Darmagnac souligne que des mots différents sont utilisés pour décrire des mouvements identiques : anachorétisme, érémitisme, cénobitisme et monachisme. On utilise les termes d'anachorète (du grec anakhorein) et de cénobite (du grec koinobion) en Orient, d’ermite (du latin eremus) et de moine (du latin monachus et du grec monakhos) en Occident : « tous ont en commun d’avoir choisi le retrait du monde : l'anachorète comme l’ermite vit une retraite en solitaire; le moine vit sa solitude avec d’autres frères dans la prière... ».

### Règles monastiques byzantines

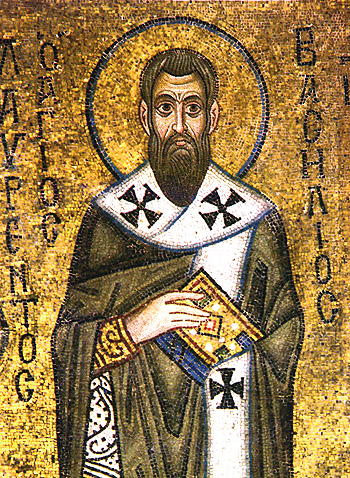
Basile de Césarée ou Basile de Cappadoce (v. 330-379). Considéré comme un des Pères de l'Église. Il est l'auteur d'une règle connue comme la Règle de saint Basile.

La vie en communauté nécessite des règles et des codes de conduite préétablis afin d'assurer le bon fonctionnement du monastère et le respect des normes liturgiques. Les premiers textes fondateurs viennent d'Orient : ceux de saint Augustin (354-430), de Pacôme et de saint Basile. La tradition fait d’Antoine le Grand (v. 251-356), appelé le Père des moines, l'initiateur du monachisme anachorétique et rattache à Pacôme, contemporain d’Antoine, la fondation de plusieurs monastères où les moines vivent, travaillent et prient en commun. En Cappadoce, maintenant en Turquie, Basile de Césarée promeut le cénobitisme. Les typica ultérieurs reprendront les textes initiaux en les adaptant à leur situation particulière.

## Textes fondateurs du monachisme cénobitique
« L'expérience m'a montré qu'il est bon et bénéfique... pour tous les frères de vivre en commun.
Tous ensemble, ils poursuivent le même objectif d'être sauvés... Ils forment, dans leur vie en commun, un seul cœur, une volonté, un désir et un seul corps, selon les prescriptions des apôtres. »

— Typicon I, Monastère du Mont Athos, saint Athanase l'Athonite (v. 965).
Le cénobitisme et l'érémitisme occupent une place prépondérante dans la vie religieuse byzantine. La vie monastique fut codifiée pour la première fois par Basile au IVe siècle. Dans son Code publié en 529 (Codex Justinianus ou Codex Justiniani), l'empereur Justinien (v.527-565) lui donnera ses assises juridiques. Les typica ont été modifiés au fil des siècles selon les goûts et croyances des fondateurs afin de s'adapter aux besoins des monastères, mais également afin de répondre aux aspirations nouvelles des moines et moniales cénobitiques. Selon John P. Thomas, 61 documents originaux ont été conservés dont 23 sont complets.

### Pacôme ou Pachôme le Grand, Pacôme de Tabennèse,Pachomiusen latin
L'usage rattache la plus ancienne forme de cénobitisme monastique à Pacôme, fondateur de nombreux monastères. Né en Thébaïde en Haute-Égypte vers l’an 292, il meurt vers 347-48. Vers 320, il entreprend la construction d'un premier monastère chrétien, une laure, dans le désert de Tabennèse (Tabenne, Tabenna) sur la rive droite du Nil. En 329, il érige un premier monastère cénobitique à Pabau (Phbow, Phbou) incluant des bâtiments adaptés à la vie religieuse en commun. Face au nombre élevé de fidèles, Pacôme édifiera neuf monastères. Il rédige alors une règle commune sous forme de Préceptes qui fixent les principaux traits de la vie monastique des cénobites avec à leur tête un abbé à l'autorité absolue. D’abord écrite en copte, cette règle sera traduite en grec et en latin par Jérôme de Stridon ou saint Jérôme (v. 342-420) en 404.

### Basile de Césarée ou Basile le Grand
Basile est considéré par les chrétiens d’Orient comme le 1er des Grands Docteurs ou Pères de l’Église. Évêque de Césarée (370-379), il compose les plus anciennes règles monastiques connues en langue grecque. Né à Césarée de Cappadoce vers 329, il reçoit le baptême vers 356 puis entreprend un voyage à travers l’Égypte, la Palestine, la Syrie et la Mésopotamie. À son retour, il se retire du monde et fonde un monastère dans la région du Pont, sur la mer Noire. Entre 360 et 370, il établit des Règles détaillées (ou Règles longues) et des Règles brèves qui offrent une série de réponses à des questions posées à Basile par les moines qui l’entourent. Ses Règles élaborent tous les éléments qui feront école dans les monastères autant en Orient qu’en Occident où elles seront reprises et adaptées par Jean Cassien (v. 360-435), source principale du monachisme en Occident et par saint Benoit de Nursie (v. 480-547) qui rédige la Règle de saint Benoit. Basile meurt à Césarée de Cappadoce vers 379.

### Sabas le Sanctifié ou Sabba

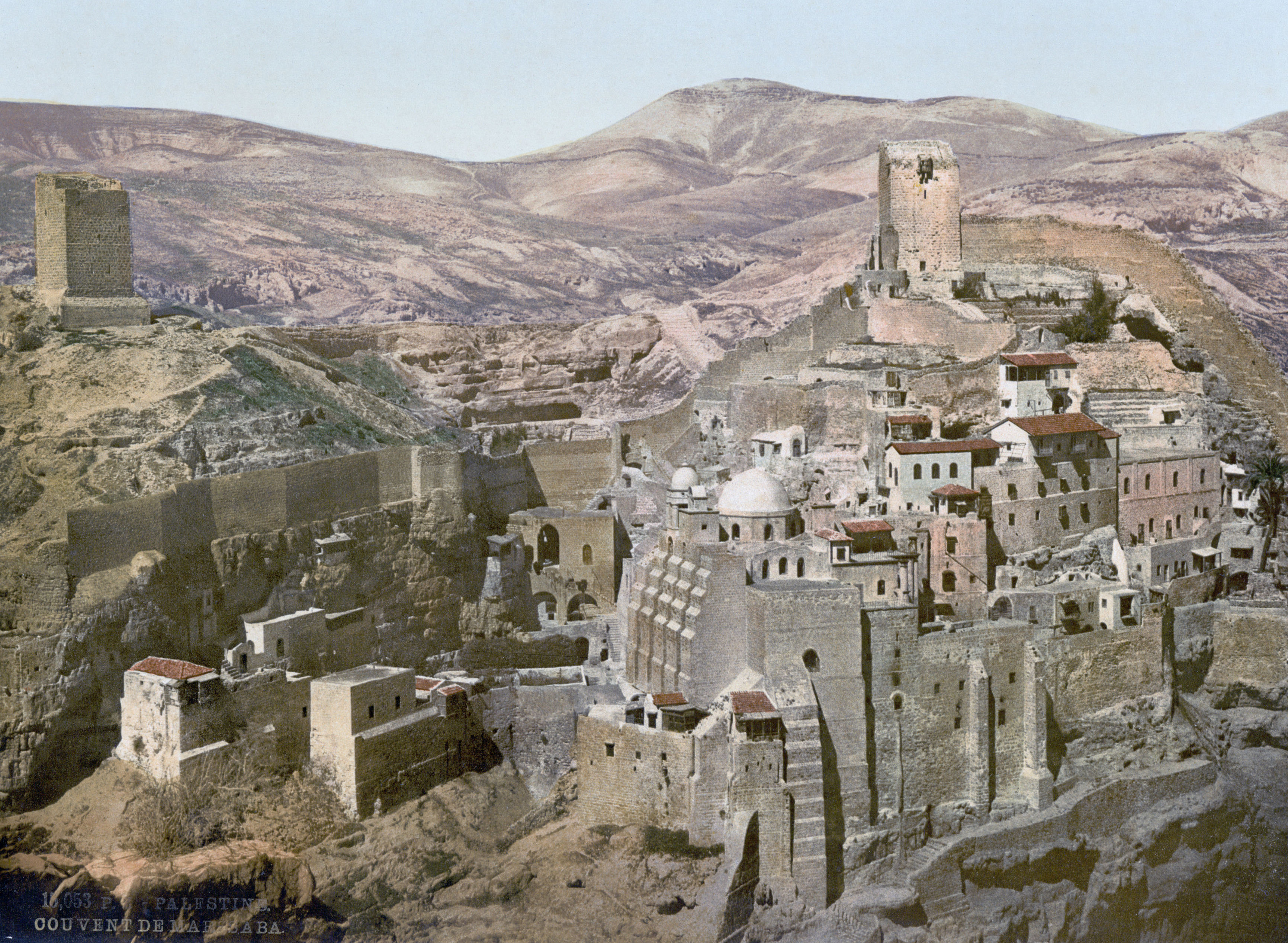
Monastère de Mâr Saba ou laure de Saint-Sabas appelée Grande Laure (aujourd'hui en Cisjordanie) fondé par saint Sabas au Ve siècle.

Né à Mutalasca (Moutalaske) près de Césarée de Cappadoce en 439, Sabas meurt au monastère de Mâr Saba ou Mar Saba le 5 décembre 532. Fondateur du monachisme palestinien, il se retire d’abord dans le désert avant de regrouper autour de lui de nombreux fidèles. Il fonde vers 478, en Judée, la Grande Laure (Lavra), une communauté de moines contemplatifs regroupés dans le monastère de Mâr Saba, aujourd’hui en Cisjordanie. Il acquiert le titre d’archimandrite ou higoumène accordé aux supérieurs des monastères de rite byzantin. Défenseur de l’orthodoxie, il établit des règles monastiques rigoureuses connues sous le nom de Typicon de saint Sabas ou Typicon de Jérusalem. Ce texte a été repris et remanié au cours des siècles et inspire saint Théodore pour le Typicon du monastère de Stoudios ou du Stoudion à Constantinople au début du IXe siècle.

### Saint Théodore le Studite ou leStudius(latin) ou le Stoudios
Théodore naît à Constantinople vers 759 dans une famille de hauts fonctionnaires. En 799, l’Impératrice Irène de Constantinople (752-803) le nomme higoumène du monastère de Stoudios. Théologien et grand défenseur des icônes durant la seconde crise iconoclaste (813-843), Théodore se montre soucieux de la formation spirituelle de sa communauté. Il entreprend une réforme de la vie monastique cénobitique : obéissance au supérieur, vie organisée par horaire, importance de la prière commune et du travail. Il insiste sur l’éducation des moines et la présence d’un scriptorium et d’une bibliothèque dans le monastère. Bernard Flusin mentionne que sous sa direction, Stoudios devient le plus important et le plus influent monastère de l’Empire et joue un rôle déterminant dans le développement du monachisme oriental byzantin slave. Théodore meurt à Bythinie, actuellement en Turquie, en 826. Il est considéré comme l’un des Pères du monachisme oriental.

### Saint Athanase ouAthanase l’Athoniteou Athanase de Trébizonde
Né vers 920 à Trébizonde en Anatolie (maintenant en Turquie), sous le nom d’Abraamios, il meurt vers 1001 au Mont Athos. D’abord enseignant à Constantinople, il se retire en 963 sur la Sainte Montagne et fonde grâce à l’appui de l’empereur Nicéphore II Phocas, le monastère de la Grande Laure (Lavra en grec). Il prend le nom monastique d’Athanase. Suivi par plusieurs disciples, il fonde la République monastique du Mont Athos. Inspiré par les règles de saint Basile et de Théodore le Studite (9e s), il rédige le Typicon de la Laure vers 970 dans le but de réguler la vie des cénobites.

## Aspects religieux et économiques des monastères
Malgré l’existence de trois modes de vie différents (ermitages, groupes, communautés) qui coexistent et l’autonomie dont dispose chaque monastère, le monachisme oriental repose sur un même modèle d’organisation générale précisé dans les typica.

### Les biens monastiques
Justinien dans sa Novelle 67 précise que chaque monastère doit être doté de biens meubles et immeubles cadastrés afin d’être en mesure de subvenir aux besoins des moines,. L'inventaire des biens, des objets sacrés, des reliques, des manuscrits et autres objets de valeur sont inscrits dans un document appelé brébion (du latin brevis).

### Le cathigoumène
Le monastère, quelle que soit son importance, est placé sous la direction de l'higoumène ou cathigoumène seul responsable de la communauté devant les autorités politiques et ecclésiastiques. Assisté par des moines, l’higoumène doit s'assurer du respect des règles monastiques, former les novices et réprimer les abus. Il demeure le seul confesseur de la communauté.
Le choix de l’higoumène varie d’un monastère à l’autre selon leur statut. Au monastère de Saint-Michel du mont Saint-Auxence, l’higoumène est élu par la communauté, puis présenté à l’empereur qui lui remet le bâton pastoral à lui ou à ses représentants. Si aucun moine du monastère ne peut remplir le rôle d’higoumène, la communauté peut choisir un moine dans un autre monastère (exokourite). Celui-ci doit cependant être approuvé par le métropolite, évêque de l'Église orientale.

### Postulat et noviciat
Janin souligne que le Concile in Trullo appelé Quinisexte ou sixième Concile convoqué par Justinien II en 691-92 fixe à 10 ans l'âge minimum pour entrer en religion et à trois ans la durée du noviciat. Reprenant la règle de Basile, le pape Léon VI (928) fixe à 16 ou 17 ans l’âge de la tonsure chez les femmes. On note des variantes selon les divers typica en ce qui concerne l’admission des enfants, des eunuques et des imberbes. Interdits au monastère de la Laure du Mont Athos par Athanase, Jean 1er Tzimiskès (970) et Constantin IX Monomaque (1045) demandent leur expulsion de toute la Sainte Montagne,.

### Refuge et centre caritatif
Le monastère, espace clos, doit être un lieu de refuge pour les habitants des environs et quelquefois pour l’empereur lui-même. Plusieurs fondateurs souhaitent y être inhumés et commémorés par les moines ou moniales. Certains typica insistent sur ce point.
Souvent accompagnés d’une hôtellerie, d’un hôpital ou d’une léproserie, les monastères jouent un rôle caritatif de premier plan. Ainsi les Typica de Jean II Comnène (1118-1143) pour le monastère du Christ Pantocrator à Constantinople prévoient dans les détails, l’organisation d’un complexe de bâtiments hospitaliers : aménagement des locaux, personnel soignant et salaire attaché à chacune des fonctions.

### Administration et autres fonctions
Après l'higoumène, l'autre personne importante dans la gestion du monastère est l’économe rendu obligatoire par le deuxième Concile de Nicée en 787 (Nicée II, Canon XI). L’économe doit administrer tous les biens du monastère et établir les relations avec les autorités civiles. Placé sous l’autorité de l’higoumène, l’économe est nommé à vie.
Les autres charges sont réparties entre tous les membres de la communauté : l’épistémonarque est responsable de la direction des cérémonies religieuses; l’ecclésiarque s’occupe de l’éclairage et de la propreté de l’église; le domesticos est le chef de chœur; le skevophylax veille au soin des objets sacrés du culte. Les documents officiels sont confiés au soin du chartophylax. D’autres moines s’occupent des repas et de l’hôtellerie. Le portier tient un rôle important, il contrôle les entrées et les sorties du monastère et distribue les aumônes aux indigents. Les femmes ne peuvent entrer dans les monastères d’hommes ni les hommes dans les monastères de femmes.

### Nombre de moines et ressources matérielles
Les communautés pour lesquelles les typica ont été rédigés varient en taille, en ressources et en nombre de moines. Si la plupart des monastères byzantins ne comptent qu’une dizaine de moines, le Typica I, du monastère du Christ Pantocrator permet 80 moines. La Laure de saint Athanase accueille entre 80 et 120 moines. Le Typicon du monastère Theotokos Evergetis à Constantinople, rédigé par Timothée, second higoumène du monastère en 1065 (Typica I) ne précise pas de nombre fixe lequel sera adapté aux ressources du monastère.

### La vie commune, la nourriture et les soins médicaux
Même si la vie cénobitique est imposée par Justinien, les hésychastes (du grec hesychia) ou kelliotes  ou Mystiques sont tolérés, surtout dans les monastères isolés comme ceux du Mont Athos. Saint Athanase décrète que sur 120 moines de sa Laure, 5 peuvent vivre en kelliotes mais doivent s’isoler en dehors du monastère lequel veille à leur entretien. Les règles communes émises par Justinien vont varier selon les higoumènes, la richesse du monastère et le statut particulier de certains moines. Saint Athanase prévoit dans son Typica I que les moines affectés à des travaux pénibles (agriculteurs, pêcheurs) doivent recevoir une nourriture plus abondante. Les habits, quelquefois précisés dans les typica sont fournis par le monastère deux fois par année sous forme de vêtements ou d’argent remis aux moines qui devaient se procurer ce dont il a besoin. Tous les typica insistent sur les soins à donner aux moines malades. Janin explique : « Ils sont logés à part et ont un régime particulier... Ils ont des infirmiers et parfois un médecin à leur service. Quand ce dernier manque dans le monastère, on fait appel à ceux de l’extérieur ».

### Le charisticariat
Presque tous les monastères furent soumis à cette règle qui consiste à faire don, à titre viager, de manière conditionnelle et temporaire, des biens et revenus du monastère à un laïc. Fait par le propriétaire du monastère (empereur, communauté, patriarcat), cette donation permet au charisticaire de gérer le monastère comme un bien personnel. Le but de cette opération était d’éviter aux moines les préoccupations matérielles en confiant à un laïc l’administration du monastère. La donation de monastère pouvait se faire par épidosis ou donation supplémentaire. Plutôt qu’un don en charisticariat, l’administration est alors confiée à un laïc rémunéré pour ses services.

### L'indépendance des monastères
Toutes les Chartres revendiquent, en principe, l'indépendance du monastère face aux empereurs, aux patriarches, aux évêques ou aux métropolites. Le Typica I du monastère du Pantocrator à Constantinople, précise que le monastère est exempt « de tous les droits impériaux, patriarcaux et personnels » qu'il « ne peut être cédé ni en don, ni en ratification, ni pour une curatelle, ni à une personne, ni à un autre monastère, ni à une œuvre charitable ». Cependant, tous les monastères conservent des liens avec l’évêque du lieu, lui paient une redevance et sont tenus de demander la bénédiction canonique pour un nouvel higoumène.

### Ouvrage en allemand
- Philipp Meyer, Die Haupturkunden fuer die Geschichte der Athoskloester, Leipzig : Meyer, 1894. (OCLC 314769208).

### Ouvrages en anglais
- Anthony Bryer, The Cambridge History of the Byzantine Empire c.500–1492, Cambridge University Press, 2009, p. 852-880.
- Judith Herrin, Byzantium. The Surprising Life of a Medieval Empire, London : Penguin, 2007, p. 192-202.  (ISBN 978-0-141-03102-6).
- Louth, Roman Cholij, Theodore the Studite. The Ordering of Holiness'. Oxford Theological Monographs, Oxford : Oxford University Press, 2002, pp. xvi, p. 275, (DOI 10.1179/BYZ.2003.27.1.288).
- Rosemary Morris, Monks and Laymen in Byzantium, 843–1118. Cambridge University Press, 2009, p. 143-165.
- John R. Thomas et Angela Constantinides Hero, Byzantine Monastic Foundation Documents : A Complete Translation of the Surviving Founders Typica and Testaments, Washington, D.C. : Dumbarton Oaks Research Library and Collection, 2000, pp. xlix, 17,439; xiii, 441-858.